# كارل بومان
كارل بومان (بالإنجليزية: Karl Bowman)‏ هو طبيب نفسي أمريكي، ولد في 4 نوفمبر 1888 في توبيكا في الولايات المتحدة، وتوفي في 2 مارس 1973 في سان فرانسيسكو في الولايات المتحدة.